# Zeca Assumpção
Zeca Assumpção (* 19. September 1945 als José Thomaz de Assumpção in São Paulo) ist ein brasilianischer Jazzmusiker (Kontrabass, Arrangement, Komposition).

## Leben und Wirken
Assumpção studierte am Berklee College of Music in Boston bei John Neves, William Curtis, Herb Pomeroy, Ron McClure und Gary Burton.
Zurück in Brasilien war er zunächst als Studiomusiker tätig. Zwischen 1974 und 1977 gehörte er zu der Gruppe von Hermeto Pascoal (Viajando Com O Som (The Lost ’76 Vice-Versa Studio Session)). Auch arbeitete er mit Lelo Nazário, Zé Eduardo Nazário und der Grupo Um, mit denen 1979 die LP Marcha sobre a cidade entstand. Parallel musizierte er mit Egberto Gismonti sowohl im Duo als auch in der Academia de Danças und trat in dieser Konstellation auch in Europa auf. 1981 und 1982 arbeitete er mit André Dequech, Mauro Senise und Robertinho Silva in der Gruppe Alquimia zusammen, mit der die LP Alquimia aufgenommen wurde. 1984 war er Mitglied im Quintett von Radamés Gnattali. In den Folgejahren arrangierte er für Caetano Veloso, Virgínia Rodrigues, Carlinhos Vergueiro, Sueli Costa.
Ferner arbeitete er mit Victor Assis Brasil, John Scofield, Nelson Ayres, Claudio Roditi, Joyce, Wagner Tiso, Elis Regina, João Bosco, Lucio Alves, Chico Buarque, Michel Legrand, Gal Costa, Ná Ozzetti, Ivan Lins, Adriana Calcanhoto, Luis Bacalov, Benny Carter, Dorival Caymmi, Marlui Miranda, Paula Morelenbaum/Ryuichi Sakamoto/Jaques Morelenbaum, Badi Assad, Moacir Santos oder José Miguel Wisnick.
Weiterhin komponierte er für Film, Fernsehen und das Ballett. Für den Spielfilm Barrela: Escola de Crimes (1990) wurde er für die beste Filmmusik mit der Candango-Trophäe ausgezeichnet.

## Diskographische Hinweise
- Caixa de folia  (Pau-Brasil 1998, CD)
- Catavento (Sunset Music 1998, CD)
- Alquimia (Lira Paulistana 1982, LP)
- Marcha sobre a cidade (Lira Paulistana 1979, LP)